# 呂隆 (萬曆進士)
吕隆（1586年—1611年），湖广承天府钟祥县军籍，是一名明朝政治人物。
 

## 生平
萬曆三十四年（1606年）丙午科湖广乡试举人，三十五年（1607年）丁未科进士，吏部观政，三十八年授户部主事，三十九年卒。

## 家族
曾祖吕賓，都司斷事。祖父吕良佐，通判。父吕應和，知县。母王氏。具庆下。兄阳、階、陪。弟陶、陟、際。